# Auerbachia anomala
Auerbachia anomala is een microscopische parasiet uit de familie Auerbachiidae. Auerbachia anomala werd in 1968 beschreven door Meglitsch.